# Othius volans
Othius volans – gatunek chrząszcza z rodziny kusakowatych i podrodziny kusaków.

## Taksonomia
Gatunek ten opisany został po raz pierwszy w 1876 roku przez Johna Reinholda Sahlberga. Jako miejsce typowe wskazano Helsinki.

## Morfologia
Chrząszcz o wydłużonym ciele długości od 5 do 5,5 mm. Głowa jest wydłużona, czarna z czerwonobrunatnymi głaszczkami i czułkami. Silne, zakrzywione żuwaczki mają bruzdę na krawędzi zewnętrznej. Warga górna ma na przedniej krawędzi głębokie, szczelinowate wcięcie. Czułki mają człon trzeci co najwyżej nieco dłuższy niż poprzedni, a człon przedostatni nieco tylko szerszy niż dłuższy. Przedplecze jest wyraźnie szersze od głowy, barwy brunatnej do czarnobrunatnej. Na powierzchni przedplecza widoczna jest wyraźna mikrorzeźba. Pokrywy są nie dłuższe od głowy, brunatne do żółtobrunatnych. Skrzydła tylnej pary są w pełni wykształcone. Odnóża są czerwonobrunatnie ubarwione. Przednia ich para ma stopy o rozszerzonych członach, u samców mocniej niż u samic. Czarnobrunatny lub czarny odwłok ma wąską obwódkę błoniastą na tylnym brzegu piątego tergitu.

## Ekologia i występowanie
Owad o borealno-górskim typie rozsiedlenia. Zamieszkuje wilgotne lasy liściaste i mieszane. W Europie Środkowej spotykany jest w grądach, olsach i borach mieszanych.
Gatunek palearktyczny, europejski, znany ze Szwecji, Norwegii, Finlandii, Estonii, Litwy, północno-zachodniej Rosji (Karelii), Niemiec, północnej Szwajcarii, Włoch i Polski. W tej ostatniej podawany jest tylko z dwóch stanowisk – rezerwatu Słowińskie Błota i Puszczy Boreckiej. Na „Czerwonej liście gatunków zagrożonych Republiki Czeskiej” umieszczony jest jako gatunek narażony na wymarcie (VU).